# روزاريو غرين
روزاريو غرين (بالإسبانية: Rosario Green)‏ (و. 1941 – 2017 م) هي اقتصادية، ودبلوماسية، وسياسية مكسيكية، ولدت في مدينة مكسيكو، كانت عضوةً في الحزب الثوري المؤسساتي، توفيت في مدينة مكسيكو، عن عمر يناهز 76 عاماً.

## مناصب
تولت منصب عضو مجلس الشيوخ من المكسيك
- وزير الخارجية  [لغات أخرى]‏
- سفير
- وزير الخارجية.

## التعليم
تعلمت في الجامعة الوطنية المستقلة في المكسيك، وكلية المكسيك، وجامعة تافتس، وCollege of New Rochelle ‏.

## جوائز
حصلت على جوائز منها:
- وسام إيزابيلا الكاثوليكية
- وسام الصليب الأعظم البيروفي لرهبانية الشمس.